# 东盟政府间人权委员会
东盟政府间人权委员会（简称：AICHR），于2009年10月成立，是东南亚国家联盟的一个协商机构。在《东盟宪章》(第1.7条、第2.2条和第14条)以及其他东盟重要文献中都提及了人权，而该委员会成立的宗旨就是通过协商、达成共识用以促进、保护人权，同时加强成员国在人权领域的合作。按照规定，每个成员国在委员会内都有一个代表，由各国政府任命，任期三年，最多可连任一次。此外，每个成员国都拥有否决权。东盟政府间人权委员会现有文莱达鲁萨兰国、柬埔寨、印度尼西亚、老挝、马来西亚、缅甸、菲律宾、新加坡、泰国和越南共10个成员国。东盟政府间人权委员会每年至少会举行两次会议。
东盟政府间人权委员会有14项任务，主要涉及人权意识的促进及保护、能力建设、建议与技术援助、資訊收集以及与国家、区域及国际性机构接触。委员会其中一项任务便是拟定东盟人权宣言 , 但该宣言于2012年11月被正式采用时受到了其它人权组织的批评，指责其内容暗示“因为每个人都应对他附近其他的人、社区和社会负责，所以能否获得人权取决于其本人是否尽职尽责”。在印尼首都雅加达举行的会议上，当地一些非政府组织就东盟人权宣言一事上书提出不满。
东盟政府间人权委员会的地位亦遭到一些人或团体的质疑：美国《华尔街日报》认为该委员会本身并没有“实权”。然而，在东盟政府间人权委员会成立之际，前东南亚国家联盟主席阿披实·威差奇瓦曾表示东盟政府间人权委员会的权利将在未来越来越大，但在该委员会成立6年之后，仍有人指责委员会尚未采取任何行动来保护它理应代表的、公民最基本的自由。